# Vítor Norte

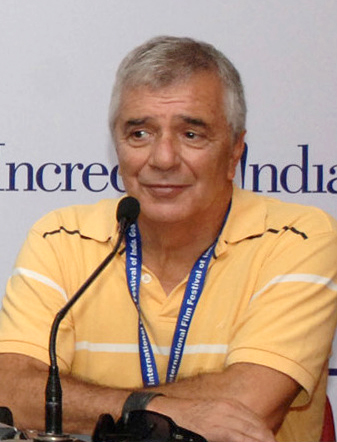
Vítor Norte, 2011

Vítor Manuel Norte Ribeiro (* 29. Januar 1951 in Borba) ist ein portugiesischer Schauspieler.

## Leben
Nach dem Abschluss der Handelsschule in Estremoz riss er im Alter von 17 Jahren von zuhause aus und ging nach Lissabon. Dort nahm er verschiedene Gelegenheitsjobs an, u. a. Fahrer für eine Catering-Firma am Flughafen Lissabon-Portela. Einer Zeitungsanzeige folgend, meldete er sich zu einem Casting für Tänzer eines Revue-Theaterstücks. Der Choreograf erkannte Talent in ihm und überredete ihn zu einer Ballett-Ausbildung. Er schrieb sich an der Schule von Ana Máscolo ein und studierte klassisches Ballett.
Im Januar 1972 stand er erstmals auf einer Theaterbühne, im Revue-Theaterstück Os Quatro Cubos in der Casa da Comédia, inszeniert von Regisseur Herlânder Peyroteo. Als Teil des Picadilly Stars Ballet tanzte er noch eine Saison, in P´rá Frente Lisboa im Teatro Monumental, dann wurde er vom Estado Novo-Regime zum Militärdienst eingezogen. Er wurde nach Guinea-Bissau in den Portugiesischen Kolonialkrieg abkommandiert. Nach fast drei Jahren kehrte er 1975 vom Militär zurück und ging wieder zum Revuetheater, ans Teatro Monumental. Er spielte kleinere Rollen, bis ihn Peyroteo 1982 erneut engagierte, für eine Rolle in Christopher Marlowes Doutor Fausto, im Theater 1° Acto in Algés. Danach folgten die ersten Fernsehrollen, in so unterschiedlichen Formaten wie der Telenovela Vila Faia, der Krimiserie Duarte & C.a, oder der portugiesischen Sesamstraße. Auch als Filmschauspieler begann er nun zu wirken.
Er spielte weiterhin Theater, etwa in Stücken von Bertolt Brecht, Gil Vicente und E.A. Whitehead, doch wendete er sich nun vornehmlich Fernsehen und Kino zu. So spielte er in zahlreichen Telenovelas, Sitcoms, Serien, Fernsehfilmen und Theaterstücken für das Fernsehen. Auch im Kino häuften sich seine Rollen, zumeist im Autorenfilm.
Vítor Norte war von 1994 bis 2002 verheiratet mit der Schauspielerin Carla Lupi, mit der er zwei Kinder hat. Tochter Sara Norte und Sohn Diogo Norte sind inzwischen ebenfalls Schauspieler geworden.

## Rezeption
Neben seinen zahlreichen Fernsehrollen ist er auch ein bekanntes Gesicht in den Filmen Portugals, in denen er häufig den ursprünglichen und bodenständigen Durchschnitts-Portugiesen spielt, der bei allen unumgänglichen Kompromissen weder vom Leben noch von Bildung in seinem Innersten verbogen wurde. Dabei spielt er sowohl „gute“ als auch „schlechte“ Charaktere und zeigt meist vielschichtige, präzise gezeichnete Interpretationen. Auch in einigen internationalen Produktionen trat er auf.
Vítor Norte ist einer der meistbeschäftigten Schauspieler in Portugal und zählt zu den renommiertesten zeitgenössischen Darstellern des Portugiesischen Films. So wurde ihm bereits drei Mal der Globo de Ouro als „Bester Schauspieler“ verliehen, erstmals bei den Globos de Ouro 2000, für seine Rollen in Leonel Vieiras A Sombra dos Abutres und António-Pedro Vasconcelos´ Jaime.

## Filmografie
- 1964: Vamos Contar Mentiras (TV); R: Pedro Martins
- 1982: A Vida É Bela?!; R: Luís Galvão Teles
- 1982: Chico Fininho; R: Sérgio Fernandes
- 1982: Vila Faia (Telenovela)
- 1984: Ponto e Vírgula (TV-Serie)
- 1986: Duarte & C.a. (TV-Serie)
- 1986: Duma Vez por Todas; R: Joaquim Leitão
- 1987: Era Uma Vez Um Alferes (Fernsehfilm); R: Luís Filipe Costa
- 1988: Histórias Que o Diabo Gosta (TV-Serie)
- 1988: A Mulher do Próximo; R: José Fonseca e Costa
- 1988: O Corrijidor (Fernsehfilm); R: Artur Ramos
- 1988: Agosto; R: Jorge Silva Melo
- 1988: Meia Noite; R: Vítor Gonçalves
- 1989: Jaz Morto e Arrefece (Fernsehfilm); R: Luís Filipe Costa
- 1989: Um Chapéu de Palha de Itália (Fernsehfilm); R: Bento Pinto da França
- 1989: Pau Preto (Fernsehfilm); R: Oliveira e Costa
- 1989: Máscara de Aço contra Abismo Azul (Fernsehfilm); R: Paulo Rocha
- 1989: Rua Sésamo (TV-Serie)
- 1990: Alentejo Sem Lei (TV-Mehrteiler); R: João Canijo
- 1990: Os melhores Anos (TV-Serie)
- 1990: Malvadez; R: Luís Alvarães
- 1990: O Mandarim (TV-Serie)
- 1991: Daisy: Um Filme Para Fernando Pessoa (TV); R: Margarida Gil
- 1991: Tödlicher Winter (El invierno en Lisboa); R: José A. Zorrilla
- 1991: Os Cornos de Cronos; R: José Fonseca e Costa
- 1992: Amor e Dedinhos de Pé; R: Luís Filipe Rocha
- 1992: Die vier Elemente: Die Luft – Mein Geburtstag (No Dia dos Meus Anos); R: João Botelho
- 1992: Uma Mulher Livre; R: Luís Filipe Costa
- 1992: Medo; R: Luís Alvarães
- 1992: Ladrão Que Rouba a Anão Tem Cem Anos de Prisão; R: Jorge Paixão da Costa
- 1993: Renseignements généreaux (TV-Serie)
- 1993: Sozinho em Casa (TV-Serie)
- 1993: Comédia de Camas; R: Luís Filipe Costa
- 1994: O Assassino da Voz Meiga; R: Artur Ribeiro
- 1994: A Visita da Velha Senhora; R: Artur Ramos
- 1994: I morgon, Mario; R: Solveig Nordlund
- 1994–1995: Desencontros (TV-Serie)
- 1994: Na Paz dos Anjos (TV-Serie)
- 1994: Ein ganz normales Leben (Uma Vida Normal); R: Joaquim Leitão
- 1995: Ao Sul; R: Fernando Matos Silva
- 1995: O Miradouro da Lua; R: Jorge António
- 1995: Cluedo (TV-Serie)
- 1995: Conte Comigo (Fernsehfilm); R: Artur Ramos
- 1996: Cinco Dias, Cinco Noites; R: José Fonseca e Costa
- 1996–1997: Polícias (TV-Serie)
- 1997: Riscos (TV-Serie)
- 1998: Solteiros (TV-Serie)
- 1998: Sapatos Pretos; R: João Canijo
- 1998: A Sombra dos Abutres; R: Leonel Vieira
- 1999: Esquadra de Polícia (TV-Serie)
- 1999: A Vida Como Ela É (TV-Serie)
- 1999: Jaime; R: António-Pedro Vasconcelos
- 1999: A Hora da Liberdade (TV-Serie)
- 2000: O Crime ao Pé do Resto do Mundo; R: José Carlos de Oliveira
- 2000: Mustang (Fernsehfilm); R: Leonel Vieira
- 2000: Monsanto (Fernsehfilm); R: Ruy Guerra
- 2000: Atmen unter Wasser (Respirar (Debaixo de Água)); R: António Ferreira
- 2000: Tarde Demais; R: José Nascimento
- 2000: Capitão Roby (TV-Serie)
- 2001: Anjo Caído (Fernsehfilm); R: Jorge Ferreira da Costa
- 2000–2003: O Bairro da Fonte (TV-Serie)
- 2001: Lena; R: Gonzalo Tapia
- 2001: Bernadette von Lourdes (Lourdes); R: Lodovico Gasparini
- 2001: Ganância (TV-Serie)
- 2001: O Espírito da Lei (TV-Serie)
- 2002: O Crime… (TV-Serie)
- 2002: O Gotejar da Luz; R: Fernando Vendrell
- 2002: Anjo Selvagem (TV-Serie)
- 2002: Não Há Pai (TV-Serie)
- 2002–2003: O Olhar da Serpente (TV-Serie)
- 2003: Debaixo da Cama; R: Bruno Niel
- 2003: A Mulher Polícia; R: Joaquim Sapinho
- 2003: Sem Ela; R: Anna da Palma
- 2003: O Fascínio; R: José Fonseca e Costa
- 2003–2004: Queridas Feras (TV-Serie)
- 2004: Inspector Max (TV-Serie)
- 2005: Entre o Desejo e o Destino; R: Vicente Alves do Ó
- 2005: Ninguém Como Tu (TV-Serie)
- 2006–2007: O Bando dos Quatro (TV-Serie)
- 2007: 1 Motivo; R: Nuno Tudela Kurzfilm
- 2007: Hotel Tívoli; R: Antón Reixa
- 2007: História Desgraçada; R: Elsa Bruxelas Kurzfilm
- 2007: Ilha dos Amores (Telenovela)
- 2007: Lobos; R: José Nascimento
- 2007–2008: Deixa-me Amar (TV-Serie)
- 2007–2010: Regresso a Sizalinda (TV-Serie)
- 2008: O Dia do Regicídio (TV-Serie)
- 2008: Casos da Vida (TV-Serie)
- 2008: A Ilha dos Escravos; R: Francisco Manso
- 2008: Morangos Com Açúcar (TV-Serie)
- 2009: Contrato; R: Nicolau Breyner
- 2009: O Casamento da Condessa (Fernsehfilm); R: Fernando Ávila
- 2009: Equador (TV-Serie)
- 2009: Histórias de Alice; R: Oswaldo Caldeira
- 2009–2010: Deixa Que Te Leve (TV-Serie)
- 2010: Assalto ao Santa Maria; R: Francisco Manso
- 2011: As Rosas do Paraíso; R: Martinho Camarão, João Farinha Kurzfilm
- 2011: O Carimbo; R: Priscila Fontoura, Álvaro Silveira Kurzfilm
- 2011: A Sagrada Família (TV-Serie)
- 2011: Aristides de Sousa Mendes, O Cônsul de Bordéus; R: João Correa, Francisco Manso
- 2012: Remédio Santo (TV-Serie)
- 2012: Com Um Pouco de Fé; R: Jorge Monte Real
- 2012: Jorge (TV-Serie)
- 2012–2013: Dancin´ Days (Telenovela)
- 2013–2014: Os Folhos do Rock (TV-Serie)
- 2014: Famel Top Secret; R: Jorge Monte Real
- 2014: Sal (TV-Serie, eine Folge)
- 2014: Uma Noite na Praia (Kurzfilm); R: São José Correia
- 2014–2015: Jardins Proibidos (Telenovela)
- 2015: O Leão da Estrela; R: Leonel Vieira (2016 auch TV-Mehrteiler)
- 2016: Histórias de Alice; R: Oswaldo Caldeira
- 2016: Jigging (Kurzfilm); R: Ramón De Los Santos
- 2017: Filha da Lei (TV-Serie)
- 2017: Misantropo (Kurzfilm); R: Guilherme Peleja
- 2018: Jogo Duplo (TV-Serie)
- 2018: Ruth; R: António Pinhão Botelho (2019 als Ruth: A Pérola do Índico auch TV-Mehrteiler)
- 2018: Carga; R: Bruno Gascon
- 2018: Idiotas, ponto (TV-Serie, drei Folgen)
- 2019: Teorias da Conspiração (TV-Serie)
- 2019: A Teia (TV-Serie)
- 2019: A Fábrica (Kurzfilm); R: Diogo Barbosa
- 2019: Golpe de Sorte: Um Conto de Natal (Fernsehfilm); R: Carlos Dante
- 2019–2021: Golpe de Sorte (TV-Serie)
- 2020: Terra Nova; R: Artur Ribeiro (auch TV-Serie)
- 2020: Para Cá do Marão (Kurzfilm); R: José Mazeda
- 2020: A Generala (TV-Serie, eine Folge)
- 2020–2021: Amar Demais (TV-Serie)
- 2020–2021: O Clube (TV-Serie)
- 2021: Sombra; R: Bruno Gascon (2022 als Sombra - uma mãe sabe auch TV-Mehrteiler)
- 2021–2022: Festa é Festa (Telenovela)
- 2022: Casa Flutuante, R: José Nascimento